# NKM Noell Special Cranes

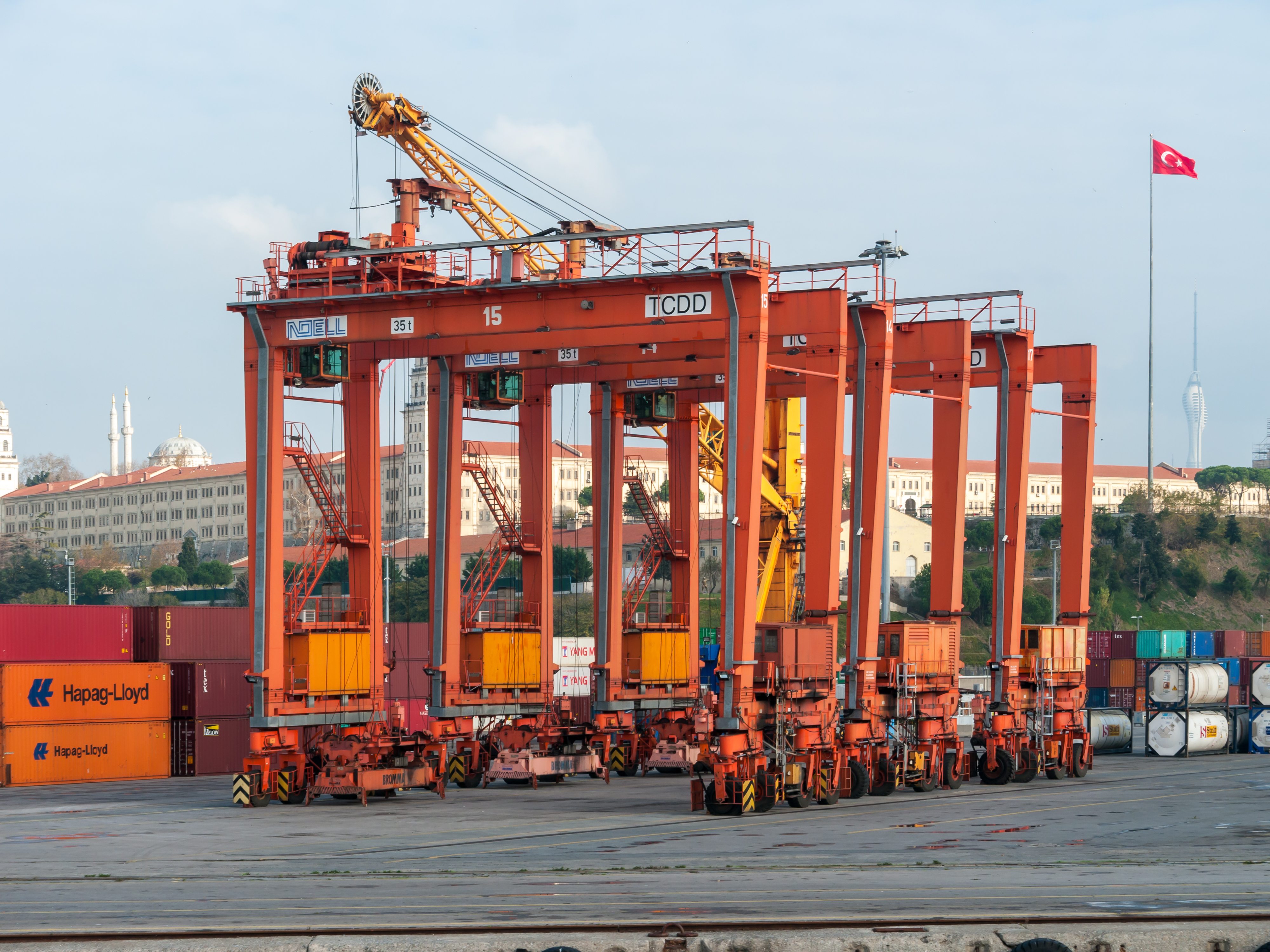
Noell-Portalhubwagen im Haidarpascha-Hafen, Istanbul

NKM Noell Special Cranes ist ein europäisches Kranbauunternehmen.

## Geschichte
Die Geschichte des Unternehmens reicht bis zum Beginn des 19. Jahrhunderts zurück. Der Schmied Johann Matthias NoeIl (* 1800) betrieb eine Schmiede und reparierte Wagen der Thurn und tax'schen Postadministration in Würzburg. 1851 begann man bereits mit dem Bau von Eisenbahnwagen die nach Hamburg und München geliefert werden. Das war bereits vor dem Anschluss Würzburgs an das Eisenbahnnetz im Jahr 1854. 1859 übergab der Gründer Matthias Noell das Geschäft seinem Sohn Georg Noell (* 1836; † 1895). Dieser war ein gelernter Ingenieur. Er arbeitete mit seinem Onkel zusammen und nennt die Firma nun „Noell & Comp., Georg und Heinrich Noell, Wagenarbeiten“. Außerdem heiratete er die Tochter von Gottfried Linke des Gründers der Wagenfabrik Linke-Hoffmann-Busch. In der Gründerzeit wurde die Firma 1871 in eine Aktiengesellschaft umgewandelt und das Portfolio erweitert. Im Jahr 1879 kommt der Brückenbau hinzu, so entstanden die Grombühlbrücke in Würzburg und die Mainbrücke bei Karlstadt. 1881 schied Georg Noell aus der AG aus und gründete die „Georg Noell & Co. Maschinen- und Eisenbahnbedarfsfabrik und Brückenbauanstalt“. Georg Noell starb 1895 und sein Sohn Carl Maria Noell (* 1868) übernahm die Geschäfte. Unter seiner Ägide entstanden erstmals Transportkrane und es kam elektrische Beleuchtung auf die Baustellen. Auch den Ersten Weltkrieg überstand die Firma. 1919 kam aber Carls Bruder Friedrich Noell (* 1881; † 1967) mit die Geschäftsführung. Dieser brachte den Stahlwasserbau weiter voran. Nach dem Tod von Carl Noell im Jahr 1930 wurde sein Sohn Dipl.-lng. Georg Heinrich Noell (* 1905; † 1942) zum Nachfolger bestimmt. Die Weltwirtschaftskrise überlebte die Firma und Kurt Ludwig Noell (* 1907), Sohn des Dr-Ing. Friedrich Noell, kam in die Firma. Während des Zweiten Weltkrieges starb Georg Heinrich Noell. Seine Frau  Gretl Noell und sein Sohn aus erster Ehe, Kurt Friedrich Noell erbten 75 % der Firma. Die Firma lieferte Stahl für U-Boot- und Flugzeugbau sowie Bau von Lafetten für Schwerstgeschütze, bis sie am 16. März 1945 bei einem Luftangriff auf Würzburg schwer getroffen wurde. 1948 begann der Wiederaufbau unter Kurt Ludwig Noel, der bis in die 60er Jahre andauerte. Im Jahr 1962 kam Kurt Friedrich Noell (* 1932), Sohn von Georg Heinrich Noell in die Geschäftsführung. 1967 wurden auch Anlagenteile in der Reaktortechnik im Werk gefertigt. Aber die Rezession erzwang am 13. April 1970 die Eröffnung eines Vergleichsverfahrens. Die Familie Noell schied aus und der Salzgitter-Konzern übernahm am 30. Juni 1970 das Geschäft.
Im Jahr 1973 wurde die Firma in Gg. Noell GmbH umbenannt. Der Atombereich erhielt 1979 den Auftrag zu Demontage der Otto Hahn und des Kernkraftwerkes Niederaichbach. Man kaufte Firmen im Umweltbereich hinzu und 1984 wurde die Firma in Noell GmbH umbenannt. Er kamen weitere Firmen hinzu, aber 1989 wird die Muttergesellschaft Salzgitter AG von der Preussag übernommen. Es kam zu weiteren Restrukturierungen und die Auslandstätigkeit wurde in den 1990ern verstärkt. So wurden Containerkrane nach Singapur, Durban, Sidney und Dubai geliefert. 1995 wurde die Firma dann zur Preussag Noell GmbH, 1999 jedoch trennte sich die Preussag AG von ihren Anlagenbau-Aktivitäten. Die Babcock-Borsig AG kaufte und zerlegte die Preussag Noell GmbH in kleinere Einheiten, darunter Noell Crane Systems. Im Jahr 2000 wurde die Noell Crane Systems zu 80 % von Fantuzzi-Reggiane übernommen, 20 % blieben bei Babcock.
Das Unternehmen wurde Anfang 2002 als europäisches Gemeinschaftsunternehmen durch den Zusammenschluss zwischen NKM (Nederlandse Kraanbouw Maatschappij) und dem historischen Noell Sonderkranbau aus Würzburg – aus der auch Noell Mobile Systems hervorging – gegründet. In dieser neuen Firma konzentrierten die französische Groupe REEL und die deutsche Noell Crane Systems GmbH ihre speziellen Kranaktivitäten primär auf Aluminiumindustrie, Kernkraftwerke, Müllverbrennungsanlagen, metallurgische Anlagen und anderen speziellen Handhabungsausrüstungen.
ASMI (Frankreich), eine Tochtergesellschaft der Groupe REEL, welche sich auf Forschung und Entwicklung für die Aluminiumindustrie konzentriert, schloss sich 2003 NKM Noell Special Cranes an. Im selben Jahr wurde das Aluminiumgeschäft von Scharf Westfalia Systems (Deutschland) erworben, um die Produktpalette auf Anodenherstellungsbereich und Anodenhandhabungsausrüstungen auszuweiten. Seit 2004 ist Groupe REEL der alleinige Eigentümer von NKM Noell Special Cranes.
Im Geschäftsjahr 2018 erzielte das Unternehmen einen Umsatz von rund 104,7 Mio. Euro.